# Deutz F2L 514/6
Der Deutz F2L 514/6 ist ein Schlepper, den Klöckner-Humboldt-Deutz von 1956 bis 1958 herstellte. Die Typenbezeichnung nennt die wesentlichen Motorkenndaten: Fahrzeugmotor mit 2-Zylindern und Lüftkühlung der Baureihe 5 mit einem Kolbenhub von 14 cm. Hinter dem Schrägstrich ist die eigentliche Modellnummer, basierend auf der Jahreszahl des Produktionsbeginns, angegeben.
Gegenüber dem Vorgängermodell F2L 514/54 leistet der Zweizylinder-Dieselmotor 4 PS mehr. Erreicht wurde diese Leistungssteigerung durch eine Drehzahlerhöhung. Damit hat der 1925 kg schwere Schlepper genügend Kraft, um Vollerntemaschinen antreiben zu können. Das Getriebe blieb gegenüber dem Vorgänger unverändert und verfügt über sieben Vorwärts- und drei Rückwärtsgänge.
Trotz der guten Leistungsdaten blieb der Erfolg aus und KHD stellte die Produktion nach zwei Jahren ein.